# Manczarski Point
Der Manczarski Point (englisch; polnisch Przylądek Manczarskiego) ist eine Landspitze an der Südküste von King George Island im Archipel der Südlichen Shetlandinseln. Sie liegt vor der Front des Viéville-Gletschers am Ufer der Admiralty Bay.
Polnische Wissenschaftler benannten sie 1980. Namensgeber ist Stefan Manczarski (1899–1979), Sekretär der polnischen Kommission zur Durchführung des Internationalen Geophysikalischen Jahres (1957–1958).